# ذخیره‌گاه اجاماتی
ذخیره‌گاه اجاماتی (به لاتین: Ajameti Managed Reserve) یک ذخیره‌گاه طبیعی در گرجستان است که در باقداتی واقع شده‌است.